# Алфред Ръсел Уолъс
Алфред Ръсел Уолъс (на английски: Alfred Russel Wallace) е английски естествоизпитател, пътешественик изследовател, географ, антрополог и биолог.
Уолъс прави мащабно теренно проучване, първоначално в басейна на река Амазонка, а след това на Малайския архипелаг, където открива Линията Уолъс, разделяща австралийската от азиатската фауна. Уолъс е известен основно с публикуването на собствена теория за естествения отбор независимо от Дарвин, с което го подтиква да публикува неговата. През XIX век Уолъс е един от водещите учени, работещи в областта на еволюцията. На него се дължат множество приноси в еволюционната теория, като идеята за апосематизма и ефекта на Уолъс. Уолъс бива смятан за времето си и за корифей по географското разпространение на животинските видове и понякога е наричан „баща на биогеографията“.
Уолъс е силно увлечен по спиритуализма. Освен това е поддръжник и на идеите за нематериалния произход на висшите мисловни способности на човека. Тези негови увлечения водят до обтягане на отношенията му с другите представители на научната общност и особено с другите учени пионери в областта на еволюцията. Освен с научната си дейност, Уолъс е известен и с активната си социална дейност, израз на критиката му към, според него, несправедливата социална и икономическа система в Англия от XIX век. Интересите му в биогеографията го правят един от първите видни учени, които изразяват загриженост за влиянието на човешката дейност върху околната среда.

## Биография

### Младежки години
Роден е на 8 януари 1823 година в уелското село Ленбидок (Llanbadoc) близо до Ъск, графство Мънмътшър, седмото от деветте деца на Томас Уолъс и Мери Ан Гринел. През 1828 г. семейството се премества в Хертфорд, където Алфред посещава училище. На 14-годишна възраст, поради финансови затруднения, напуска училище и заминава за Лондон при по-големия си брат Джон. Докато е в Лондон, посещава лекции в Лондонския институт по механика. През 1837 г. напуска Лондон и започва работа като чирак при другия си по-голям брат – Уилям.

### Изследване и изучаване на природата
Вдъхновен от историите на предшествениците му, пътуващи естествоизпитатели като Хумболт, Дарвин и Едуардс, Уолъс на свой ред взима решение да пътешества и открива света. През 1848 г. заедно с Хенри Уолтър Бейтс заминава за Бразилия на борда на кораба Мишиф. Намерението им е да събират насекоми и други животински образци в амазонските тропически гори и да ги продадат на връщане на колекционери във Великобритания. Надяват се и да съберат доказателства за преобразуването на видовете. Уолъс и Бейтс прекарват първите години около Белем до Пара, след това изследват вътрешността всеки поотделно, като от време на време се срещат, за да обсъждат откритията си. През 1849 г. за кратко време към тях се присъединява един млад изследовател и ботаник на име Ричард Спрус, заедно с Хърбърт, по-младия брат на Уолъс. Хърбърт напуска скоро (умира две години по-късно от жълта треска). Спрус, подобно на Бейтс, прекарва над десет години в събиране на експонати в Южна Америка.
В продължение на четири години Уолъс продължава да картира Рио Негро, да събира образци и да си води бележки за народите и езиците, които среща, както и за географията, флората и фауната. На 12 юли 1852 г. се качва на бригантината Хелън. След двадесет и осем дни в открито море пренасяният балсам в товара се запалва и екипажът се вижда принуден да изостави кораба. Цялата колекция на Уолъс бива унищожена. Уолъс успява да спаси само част от дневника си и малък брой скици. Той и екипажът прекарват десет дни в лодка преди да бъдат взети на борда на бригантината Джордесън.
След завръщането си в Обединеното кралство Уолъс прекарва 11 месеца в Лондон, живеейки от обезщетението от застраховката на загубената сбирка и продавайки оцелелите екземпляри. Същевременно, въпреки че е загубил почти всичките си записки от южноамериканската си експедиция, той осъществява шест научни публикации (сред които „За маймуните на Амазонка“) и издава две книги – „Палмовите дървета на Амазонка и тяхната употреба“ и „Пътешествия по Амазонка“. Той се свързва и с редица британски естествоизпитатели, най-важния от които е Дарвин.
От 1854 до 1862 г., или на възраст от 31 до 39 години, Уолъс пътешества из Малайския архипелаг и Индиите (дн. Малайзия и Индонезия), колекционира образци за продажба и изучава природата. Наблюденията му върху изразените зооложки разлики от двете страни на тесен пролив в архипелага го карат да предложи наличието на зоогеографска граница, станала известна като линията Уолъс. Уолъс събира над 125 хиляди образеца от архипелага (от които само бръмбарите са над 80 хиляди). Повече от хиляда са видове, непознати дотогава на науката. Един от най-известните видове, описани по време на пътешествията му, е планиращата жаба Rhacophorus nigropalmatus, известна като „летящата жаба на Уолъс“. Докато изследва архипелага, Уолъс усъвършенства идеите си за еволюцията и получава прозрение за естествения отбор.
Равносметката от изследванията и приключенията му най-накрая е публикувана през 1869 г. в „Малайският архипелаг“. Книгата се превръща в един от най-известните дневници на научни изследвания от XIX век. Тя е възхвалявана от учени като Дарвин (на който е посветена) и Чарлз Лайъл, както и от лаици като романиста Джоузеф Конрад, който я нарича „моята любима книга преди заспиване“ и я използва като източник на информация за редица свои романи, особено за „Лорд Джим“.

### Връщане в Англия, създаване на семейство
Уолъс се завръща в Англия през 1862 г. Посвещава времето си на подреждане на колекциите, събрани по време на пътуванията си. Изнася лекции и представя резултатите си пред научната общност и пред Лондонското зоологично дружество. През 1866 г. Уолъс се жени за Ани Митън, с която се запознава благодарение на Ричард Спрус. Семейство Уолъс има три деца: Хърбърт (1867 – 1874), който умира невръстен, Вайълет (1869 – 1945) и Уилям (1871 – 1951).

### Финансови проблеми
В края на 60-те и през 70-те години Уолъс изпитва остър финансов недостиг за семейството си. Докато е на Малайския архипелаг, продажбата на екземпляри от колекциите му му носи значителни доходи, грижливо инвестирани от неговия финансов агент. При завръщането си в Англия обаче Уолъс прави поредица от лоши инвестиции в железниците и мините, които стопяват голяма част от средствата му. Успява да се справи благодарение на средствата от публикуването на „Малайският архипелаг“. Въпреки помощта на приятелите си, той никога не успява да си осигури постоянна заплатена работа от рода на куратор в музей. Уолъс участва в държавни изпитни комисии, пише 25 статии за публикация между 1872 и 1876 г. за скромно възнаграждение и е заплатен от Лайъл и Дарвин за помощ при редактиране и публикуване на собствените им трудове.
През 1876 г., за да избегне продажба на част от собственото си имущество, Уолъс се налага да заеме 500 лири стерлинги, за да може да публикува „Географското разпространение на животните“. Дарвин е наясно с финансовите проблеми на Уолъс и дълго и упорито ходатайства, за да бъде присъдена на Уолъс доживотна правителствена пенсия за приносите му в науката. Това става през 1881 г., като с 200 лири стерлинги годишна пенсия финансовото състояние на Уолъс се стабилизира.

### Кончина
Уолъс умира на 90-годишна възраст на 7 ноември 1913 г. в къщата си, която построява десетилетие по-рано и я нарича „старата овощна градина“.
Вестта за смъртта му е широко отразена от пресата. „Ню Йорк Таймс“ го нарича последният от гигантите от великолепната група от интелектуалци, включваща представители като Дарвин, Хъксли, Спенсър и Оуен, чиито дръзки изследвания революционизират и еволюционизират мисълта на века. Друг коментатор пише: Не е необходимо извинение за малобройните литературни или научни щуротии на автора на великата книга „Малайският архипелаг“.
Някои от приятелите му предлагат той да бъде погребан в Уестминстърското абатство, но жена му следва желанието на Уолъс и го погребва в малко гробище в Броудстоун, Дорсет. Няколко известни британски учени издигат комитет за полагане на паметна плоча на Уолъс в Уестминстър близо до мястото, където е погребан Дарвин. Паметната плоча е открита на 1 ноември 1915 г.

## Еволюционна теория

### Естествен отбор и Дарвин
През февруари 1858 г. Уолъс е убеден в реалността на еволюцията въз основа на биогеографското си проучване в Малайския архипелаг. По-късно той пише в автобиографията си:
| „ | Проблемът тогава беше не само как и защо видовете се променят, но и как и защо те се променят в нови, ясно определени видове, различими един от друг в много отношения; как и защо те стават толкова точно приспособени към различните начини на живот; и защо всички промеждутъчни нива отмират (както геологията го показва) и живеят само като ясно разграничени и добре изразени видове, родове и по-висши групи животни? | “ |

Според автобиографията му, един ден, лежейки болен от треска, Уолъс мислел за идеята на Томас Малтус за положителните проверки на растежа на човешкото население, когато му хрумва идеята за естествения отбор. Ето как Уолъс описва това:
| „ | Тогава ми дойде на ум, че тези причини или техните съответстващи действат постоянно в този случай и при животните; и понеже животните обикновено се размножават много по-бързо от човека, ежегодните поражения от тези причини трябва да са значителни, за да може да се държи нисък броя на всеки един вид, понеже е видно, че те не се увеличават равномерно всяка година, в противен случай светът отдавна щеше да е препълнен с тези, които се размножават най-бързо. Докато мисълта ми блуждаеше около това, за какво огромно и постоянно унищожение става въпрос, ми изниква въпросът „А защо едни умират, а други живеят?“. И ясният отговор беше, че като цяло по-приспособеният живее – а като се вземе предвид размерът на индивидуалната вариация, чието съществувание ми показа опитът ми на колекционер – то следва, че всички промени, необходими за приспособяването на видовете към променящите се условия, постъпват по този начин… По този начин всяка част от организацията при животните може да претърпи промени точно такива промени, каквито се изискват, и в самия процес на тези промени непромененият ще отмре, и по този начин окончателният облик и ясната изолация на всеки нов вид биха били обяснени. | “ |

Уолъс се среща един-единствен път за кратко с Дарвин. Той е един от тези, с които Дарвин редовно си разменя писма и чиито наблюдения използва в подкрепа на теориите си. Въпреки че първите писма на Уолъс до Дарвин са изгубени, Уолъс пази всичките писма, получени от Дарвин. В първото, от май 1857 г., Дарвин прави коментари на писмото от 10 октомври, което е получил, както и върху статията на Уолъс „Върху закона, който е регулирал въвеждането на нови видове“ (1855). Вижда се, че двамата имат сходни мисли и в определена степен достигат до подобни изводи. Дарвин споделя, че подготвя своя собствен труд за публикация в близките две години.
Във второто писмо, от 22 декември 1857 г., Дарвин пише колко се радва на разсъжденията на Уолъс върху разпространението, като допълва без никакво спекулиране, по този въпрос не съществува добро и оригинално наблюдение, докато коментира: Вярвам, че стигам по-далеч от теб.
През февруари 1858 г. Уолъс изпраща на Дарвин есето си „Върху тенденцията на вариететите да се отклоняват до безкрайност от оригиналния тип“ с молба за преглед и предаване на Чарлз Лайъл, в случай че Дарвин намери, че това си струва. На 18 юни 1858 г. получава ръкописа от Уолъс. Макар че Уолъс не употребява термина на Дарвин „естествен отбор“, той реално обрисува механизма на еволюционната дивергенция на едни видове от други вследствие на екологичния натиск. В този смисъл този механизъм е твърде сходен с теорията, която Дарвин подготвя през последните двадесет години, но все още не е публикувал. Дарвин изпраща ръкописа на Чарлз Лайъл с бележка, в която пише, че Не бих могъл да напиша по-добро резюме! Дори думите му сега стоят като заглавия на главите на книгата ми ... той не ми казва, че искам да публикувам, но аз ще напиша някой ден и ще изпратя за публикация в някое списание. Смутен от болестта на малкия си син, Дарвин оставя решението на Чарлз Лайъл и Джоузеф Хукър, които решават да публикуват есето съвместно, позовавайки се и на непубликувани ръкописи, които подчертават приоритета на Дарвин. Есето на Уолъс е представено на Лондонското линейско дружество на 1 юли 1858 г. заедно с откъси от есето, което Дарвин поверително показва на Хукър през 1847 г. и с писмо, което Дарвин пише през 1857 г. на американския ботаник Ейза Грей.
Уолъс приема положението, бивайки щастлив, че въобще е бил включен като съавтор. Социалният и научният статус на Дарвин са били далеч по-високи от тези на Уолъс, поради което е било крайно невероятно без Дарвин възгледите на Уолъс за еволюцията да бъдат взети на сериозно. Представянето, направено от Лайъл и Хукър, отрежда на Уолъс ролята на съоткривател, без той да е равен в социално отношение нито на Дарвин, нито на другия известен британски учен. В крайна сметка съвместното публикуване поставя Уолъс на едно равнище с по-известния Дарвин. В допълнение застъпничеството на Дарвин, Хукър и Лайъл допринася за по-големия прием на Уолъс в най-високите етажи на научното общество. Реакцията на публикацията е хладна, президентът на дружеството отбелязва през май 1859 г., че годината не е белязана от някакво забележително откритие. С публикуването от Дарвин в края на 1859 г. на „Произход на видовете“ обаче, значението ѝ започва да се отчита. Когато Уолъс се завръща в Обединеното кралство, той отново се среща с Дарвин и двамата запазват и след това приятелските си отношения. В течение на дълги години малцина проявяват интерес към тези събития. Едва пред 1980 г. Арнолд Бракман и Джон Лангдън Брукс публикуват книги, в които допускат, че не само е имало конспирация с цел открадване на идеята на Уолъс, но и че Дарвин в крайна сметка е откраднал ключова идея от Уолъс, за да може да завърши своята теория. След задълбочени проучвания учените заключават, че тези предположения не са достоверни.
След публикуването на „Произход на видовете“ Уолъс става един от най-преданите ѝ защитници. През 1863 г. Дарвин е особено удовлетворен от една кратка публикация на Уолъс „Забележки върху публикацията на преподобния сър Хогтън върху пчелните килийки и произхода на видовете“ с цел окончателно отхвърляне на публикация на професора по геология от Дъблинския университет, която отправя остра критика на коментарите на Дарвин върху това как шестостенните пчелни килийки биха се появили вследствие на естествения отбор. Друга забележима защита на „Произход на видовете“ е „Сътворението по закон“ – рецензия, която Уолъс пише през 1867 г. за The Quarterly Journal of Science на книгата „Властта на закона“, написана от Дук Аргайл с цел отхвърляне на естествения отбор. След срещата през 1870 г. на британската асоциация, Уолъс пише до Дарвин, оплаквайки се, че не останаха опоненти, които да знаят нещо за естествената история, и няма вече добри дискусии, каквито имаше едно време.

#### Разлики между идеите на Дарвин и на Уолъс за естествения отбор
Историците на науката отбелязват, че, докато Дарвин смята идеите на Уолъс в същността си за идентични на своите, все пак между тях има разлики. Дарвин поставя акцента върху конкуренцията между индивидите за оцеляване и размножаване, докато Уолъс подчертава биогеографския натиск и натиска на околната среда върху вариетети и видове като основна движеща сила, която ги кара да се адаптират към условията на околната среда.
Други отбелязват друга разлика. Изглежда, че Уолъс си е представял естествения отбор като един вид механизъм с обратно действие, който поддържа видовете и вариететите приспособени към условията на околната среда. Те посочват един подминаван пасаж от известната публикация на Уолъс от 1858 г.:
| „ | Действието на този принцип е точно като това на центробежен регулатор на парна машина, който проверява за наличия на несъответствия и ги коригира, преди малко преди да станат явни. По този начин никакъв неуравновесен недостатък в животинското царство не може никога да достигне някаква видима големина, защото би се провалил още на първата крачка, с трудно съществуване и почти сигурно обречен на скорошно изчезване. | “ |

Грегори Бейтсън, кибернетик и антрополог, отбелязва през 1970 г., че дори казвайки това само като пример, Уолъс „прави вероятно най-мощното изказване, което е правено през XIX век“.

#### Предупредителна окраска и полов отбор
През 1867 г. Дарвин пише на Уолъс относно проблем, който иска да разбере – как някои гъсеници са успели да развият забележителни цветови окраски. Дарвин започва да вярва, че половият отбор – действие, на което Уолъс не отдава същото значение като Дарвин – обяснява множество случаи на ярки цветови окраски. Все пак Дарвин разбира, че това не може да се приложи и при гъсениците. Уолъс отговаря, че той и Бейтс са наблюдавали, че множество от най-живописните пеперуди излъчват странна миризма или имат особен вкус, и че Джон Дженър Вейър му казва, че птиците не биха яли определен вид нощна пеперуда, защото я намират за неприятна на вкус. И така, бялата нощна пеперуда е така ясно забележима в нощта, както цветната гъсеница през деня – Уолъс отговаря на Дарвин, че изглежда вероятно отличителната цветна окраска да служи като предупреждение на хищниците и по този начин да е възможно да се е развила посредством естествения отбор. Дарвин бива впечатлен от идеята. На следващата среща на Ентомологичното дружество Уолъс пита дали някои може да даде някакво доказателство по темата.
През 1869 г. Вейър публикува данни от опити и наблюдения, включително за ярко оцветени гъсеници, които подкрепят идеята на Уолъс. Предупредителната окраска е един от многобройните приноси, които Уолъс прави в областта на еволюцията на цветовете при животните по принцип и идеята за защитната окраска в частност. Тя е също така е и част от несъгласието на Уолъс с Дарвин по въпроса за половия отбор, запазило се до края на живота им. В книгата си „Тропическа природа и други есета“ от 1878 г. той пише обширно за цветовете при животни и растения и предлага алтернативни обяснения за множество случаи, които Дарвин отдава на половия отбор.

#### Ефект на Уолъс
През 1889 г. Уолъс пише книгата „Дарвинизъм“, в която обяснява и защитава естествения отбор. В нея той излага хипотезата, че естественият отбор може да направлява репродуктивната изолация на два вариетета, като насърчава създаването на препятствия срещу хибридизацията. По този начин това би съдействало за възникването на нови видове. Той предлага следния сценарий: когато две популации на един вид се различават отвъд определена граница, всяка бивайки приспособена към определени условия, хибридни индивиди биха били по-зле приспособени и от едната, и от другата майчина форма до такава степен, че естественият отбор ще се стреми да елиминира хибридните индивиди. Освен това при тези условия естественият отбор би благоприятствал развитието на бариери пред хибридизацията, понеже индивиди, които избягват чифтосването, даващо хибриди, ще имат по-приспособено потомство и по този начин ще допринесат за репродуктивна изолация на двата зараждащи се вида. Тази идея е известна като ефект на Уолъс. Уолъс предлага на Дарвин в частна кореспонденция от 1868 г. идеята, че естественият отбор може да играе роля за предотвратяване на хибридизацията, но в крайна сметка не разработва идеята в детайли. Идеята продължава да бъде тема на изследователска работа в еволюционната биология, като и компютърните симулации, и емпиричните резултати подкрепят валидността ѝ.

### Приложение на теорията при човека и ролята на теологията в еволюцията
През 1864 г. Уолъс публикува статия, озаглавена „Произходът на човешката раса и корените на човечеството, извлечени от теорията за естествения отбор“. Към този момент Дарвин все още не е дискутирал темата в общественото пространство, за разлика от Томас Хъксли в „Доказателства за мястото на човека в природата“.

### Оценка на ролята на Уолъс в историята на теорията за еволюцията
В множество описания на история на еволюцията Уолъс бива споменаван помежду другото само като „стимул“ на Дарвин да публикува теорията си. В действителност Уолъс развива собствени еволюционни възгледи, различни от тези на Дарвин. Уолъс е смятан от мнозина (особено от Дарвин) за водещ еволюционен мислител за времето си, чиито идеи не могат да бъдат пренебрегнати. По думите на един специалист по история на науката, чрез личната си кореспонденция и публикуваните трудове Дарвин и Уолъс обменят знания и стимулират взаимно идеите и теориите си в продължение на продължителен период от време. Уолъс е най-често цитираният естествоизпитател от Дарвин в „Произходът на човека“, често пъти в случаи на категорично несъгласие. Уолъс остава горещ защитник на естествения отбор да края на живота си.
Към 1880 г. еволюцията е била широка приета в научните кръгове, но Уолъс и Август Вайсман са почти единствените сред изявените биолози, които вярват, че естественият отбор е бил основната двигателна сила на еволюцията. През 1889 г. Уолъс публикува книгата „Дарвинизмът“ в отговор на научни критики на естествения отбор. Тя е най-цитираната негова книга в научни публикации.

## Биогеография и екология
През 1872 г. подтикван от много от приятелите си, сред които Дарвин, Филип Склейтър и Алфред Нютон, Уолъс започва изследване върху обзор на географското разпространение на животните. В началото напредва бавно, донякъде защото класификационните системи за много типове животни търпят непрекъснати промени по това време. Работата е възобновена през 1874 г., след публикуването на редица нови разработки по животинската класификация. Уолъс разширява системата на Скеътър, който разделя света на 6 отделни географски района, за да може да опише географското разпространение, като включва бозайници, влечуги и насекоми. Така Уолъс създава основата на зоогеографските райони, която се използва и до наши дни. Той обсъжда всички познати по негово време фактори, оказващи в настоящето и оказвали в миналото влияние върху разпространението на животните в рамките на всеки географски район. Това включва влиянието на сухоземна връзка (като съществуващата понастоящем между Северна и Южна Америка) и влиянието на ледниковите периоди. Уолъс изготвя карти на фактори като надморска височина, дълбочина на океаните и характер на регионалната растителност, които се отразяват на разпространението на животните. Той обобщава и всички познати семейства и родове от висшите животни и дава списък на познатото им географско разпространение. Информацията е представена така, че на един пътешественик да е лесно да се ориентира кои животни се срещат на определено място. Плодът на труда на Уолъс, двутомникът „Географско разпространение на животните“, е публикуван през 1876 г. и служи като основен източник на информация по зоогеография през следващите 80 години.

### Екологични въпроси
Задълбочената работа на Уолъс в областта на биогеографията го кара да осъзнае влиянието на човешката дейност върху природата. В „Природата на тропиците и други есета“ (1878) той предупреждава за опасността от обезлесяването и почвената ерозия, особено при тропичен климат с обилни валежи.

## Избрана библиография
- Travels on the Amazon and Rio Negro, 1853
- The Malay Archipelago, 1869
- Contributions to the Theory of Natural Selection, 1870
- On miracles and modern sprirtualism, 1874
- The Geographical Distribution of Animals, 1876
- Tropical Life and Other Essays, 1878
- Island Life, 1880
- Darwinism, 1889
- My Life: A Record of Events and Opinions, 1905